# Історико-краєзнавчий музей села Могильне
Історико-краєзнавчий музей села Могильне  — історико-краєзнавчий музей у селі Могильне Гайворонського району Кіровоградської область; висвітлює свою історію, духовне і культурне життя, мистецькі й декоративно-ужиткові традиції.
Вхід до музею: безкоштовний;

Часи роботи: понеділок-п'ятниця.

## З історії музею
Музей  було відкрито 1 вересня 1986року  у приміщенні Могильненської загальноосвітньої  школи І-ІІІ ступенів під керівництвом на той час  учителя історії Дерезовського В. Г.. Щоб наповнити музей експонатами долучились всі: учні школи, вчителі, небайдужі жителі села.
Керівники музею:
- 1986—2016 рр. — Дерезовський В. Г. (30років)
- 2016р — Долібська І. В.

## Структура музею
Музей має чотири розділи, які розташовані в хронологічному порядку і відображають найхарактерніші етапи історичного розвитку рідного краю.

### Наш край у давнину
На околиці села Могильне, приблизно за кілометр уверх по течії невеличкої річки, яка витікає з глибокого яру (Єжеличин яр), на лівому, досить крутому схилі під час земляних робіт  у 1979 р. було знайдено багато пам'яток трипільців. Серед них знаряддя праці раннього періоду. Знахідки уламків керамічного посуду, знаряддя праці з кременю і кісток розміщенні в експозиції.

### Заснування та розвиток села
Перша письмова згадка про село датується XV століттям (П. Батюшків, Поділля, Карта). Утворилось воно від злиття хуторів, які іменувалися Петриків, Максимів та Могилюків.(див. Історія села та ХХстоліття). В даному розділі розкрито суспільно-економічне становище краю. Представлені документи про стан науки, культури, освіти .
Експозиція «Трагедія українського народу» (1932-33рр.)
В Могильному в 1932—1933 рр. померло майже 600мешканців. Щоб запобігти смертям серед дітей було організоване громадське харчування. Про це свідчать документи та фото.
Експозиція Друга Світова війна

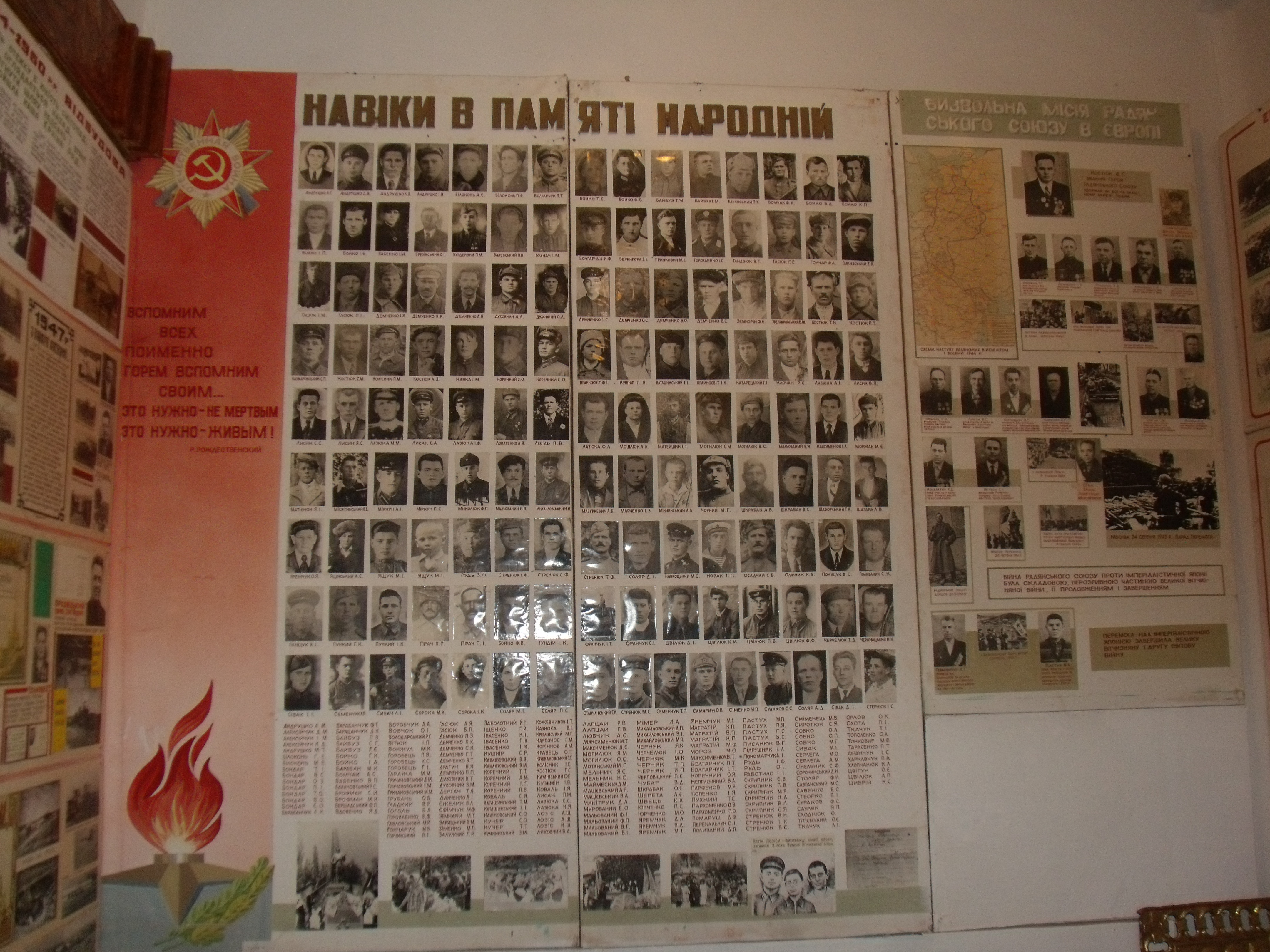
Вони не повернулися із війни 1941-1945рр
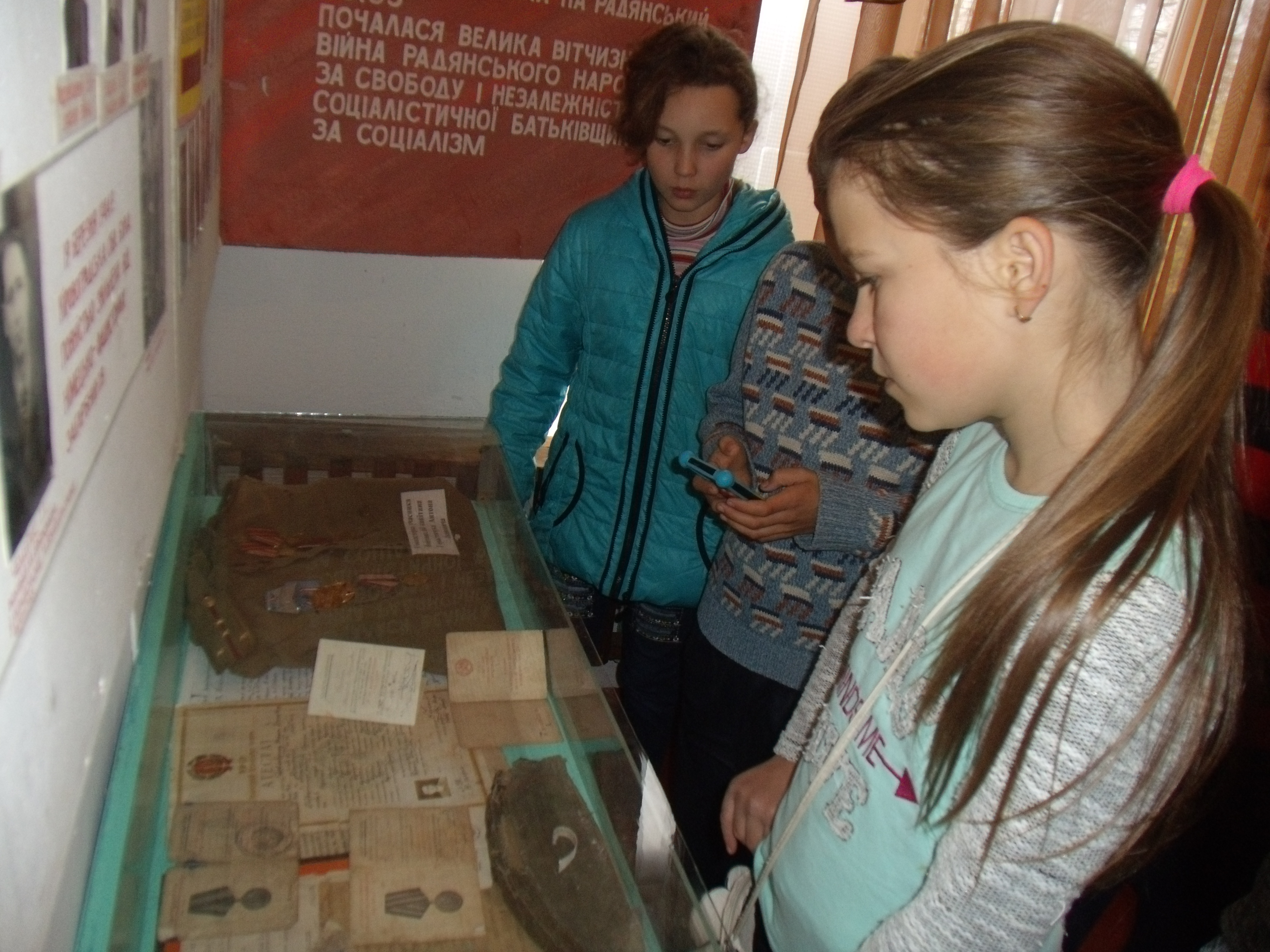
Огляд експозиції
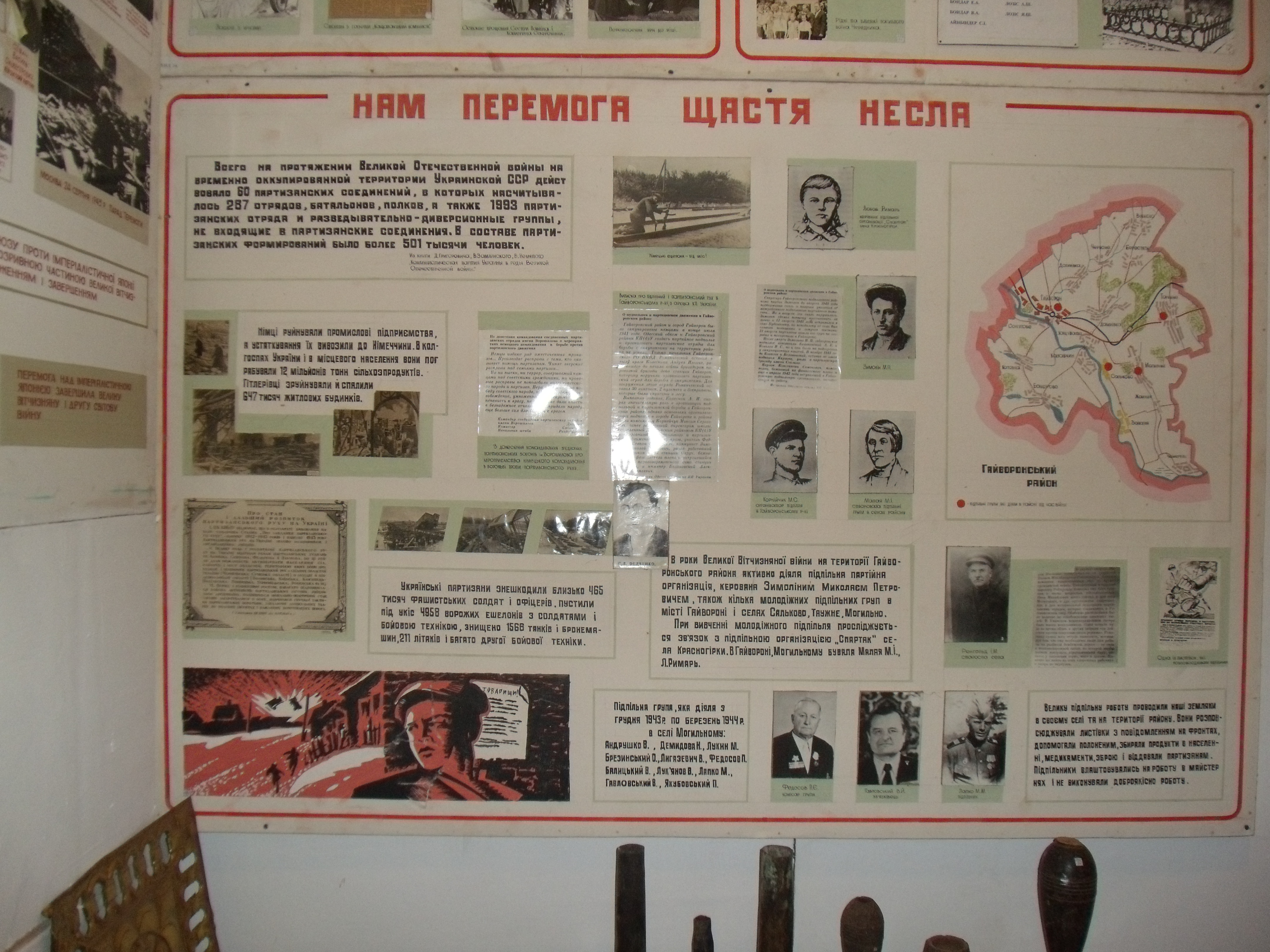
Рух опору

Найбільша частина експозицій присвячена подіям Другої Світової війни. Тут зібрані фотографії воїнів, особисті їхні речі, подяки, нагороди, «похоронки», зброя, фронтові листи. Також зберігаються спогади учасників війни. Розміщено матеріали про рух опору під час окупації фашистськими загарбниками села. Півтисячі воїнів, які боролися на фронтах Другої Світової війни були з Могильного. 468 жителів села не повернулися живими. Їх фото та імена розміщені на стенді «Навіки в пам'ять народній»
Експозиція «Чорний день Чорнобиля»
14 жителів села брали участь у ліквідації наслідків аварії на ЧАЕС.
Експозиція «Афганістан: біль і пам'ять»
Війна в Афганістані залишилась у пам'яті 143 її учасникам з Гайворонщини із них -11 жителів с. Могильне
Експозиція «Воїни АТО — наша гордість і сила»
Дана експозиція була відкрита в 2015 р. та постійно оновлюється.

### Селянський побут
Гарною окрасою музею є предмети селянського побуту. Серед них: візок на дерев'яних колесах, піч із розписом, різномаїття глечиків та посуду, вишиті рушники, селянський одяг та інше.

### Видатні люди села
Багато видатних людей є саме уродженцями села Могильне (див. тут) — зокрема їм присвячена ця експозиція.